# Lucija Mlinar
Lucija Mlinar (ur. 6 maja 1995 w Zagrzebiu) – chorwacka siatkarka, grająca na pozycji przyjmującej, reprezentantka kraju.
Jej starszy brat Frano jest piłkarzem.

## Kariera
| Lata      | Klub                           |
| --------- | ------------------------------ |
| 2010–2014 | HAOK Mladost Zagrzeb           |
| 2014–2015 | Sm’Aesch Pfeffingen            |
| 2015–2016 | HAOK Mladost Zagrzeb           |
| 2016–2017 | Dauphines Charleroi            |
| 2017–2019 | Swietelsky Békéscsabai RSE     |
| 2019–2020 | Dresdner SC                    |
| 2020–2021 | Bartoccini Fortinfissi Perugia |
| 2021–2022 | Çukurova Belediyespor          |
| 2022–2023 | Edremit Belediyespor Altınoluk |
| 2023–     | Energa MKS Kalisz              |

## Sukcesy klubowe
Mistrzostwo Chorwacji:
- 2014, 2016

Puchar Chorwacji:
- 2016

Liga Środkowoeuropejska - MEVZA:
- 2018
- 2019

Mistrzostwo Węgier:
- 2018
- 2019

Puchar Niemiec:
- 2020[7]

## Sukcesy reprezentacyjne
Igrzyska Śródziemnomorskie:
- 2013

Liga Europejska:
- 2019, 2021